# باول ميلو إي كاسترو
باول ميلو إي كاسترو (بالإنجليزية: Paul Melo e Castro)‏ هو مترجم بريطاني، ولد في 1950.